# Illa Carolina
L'illa Carolina, en anglès Caroline Island o Caroline Atoll, també coneguda com a Millennium Island i Beccisa Island, és l'illa més a l'est dels atols de corall que comprenen el sud de les illes de la Línia al centre de l'oceà Pacífic. Actualment està deshabitada.
Els europeus les albiraren l'any 1606, i van ser reclamades pel Regne Unit l'any 1868, i formen part de la República de Kiribati des de la seva independència el 1979. L'illa Carolina ha romàs relativament intacta malgrat que s'hi va fer recol·lecció del guano i s'hi va collir la copra amb habitants humans als segles xix i xx. És el lloc del món amb més població del cranc del cocoter i lloc de cria per ocells marins com el Onychoprion fuscatus.
En aquest atol es va celebrar l'arribada de l'any 2000 (per això el nom alternatiu de 'Millennium Island), ja que és un dels primers llocs de la Terra on va eixir el Sol el dia 1 de gener de 2000.

## Geografia i clima

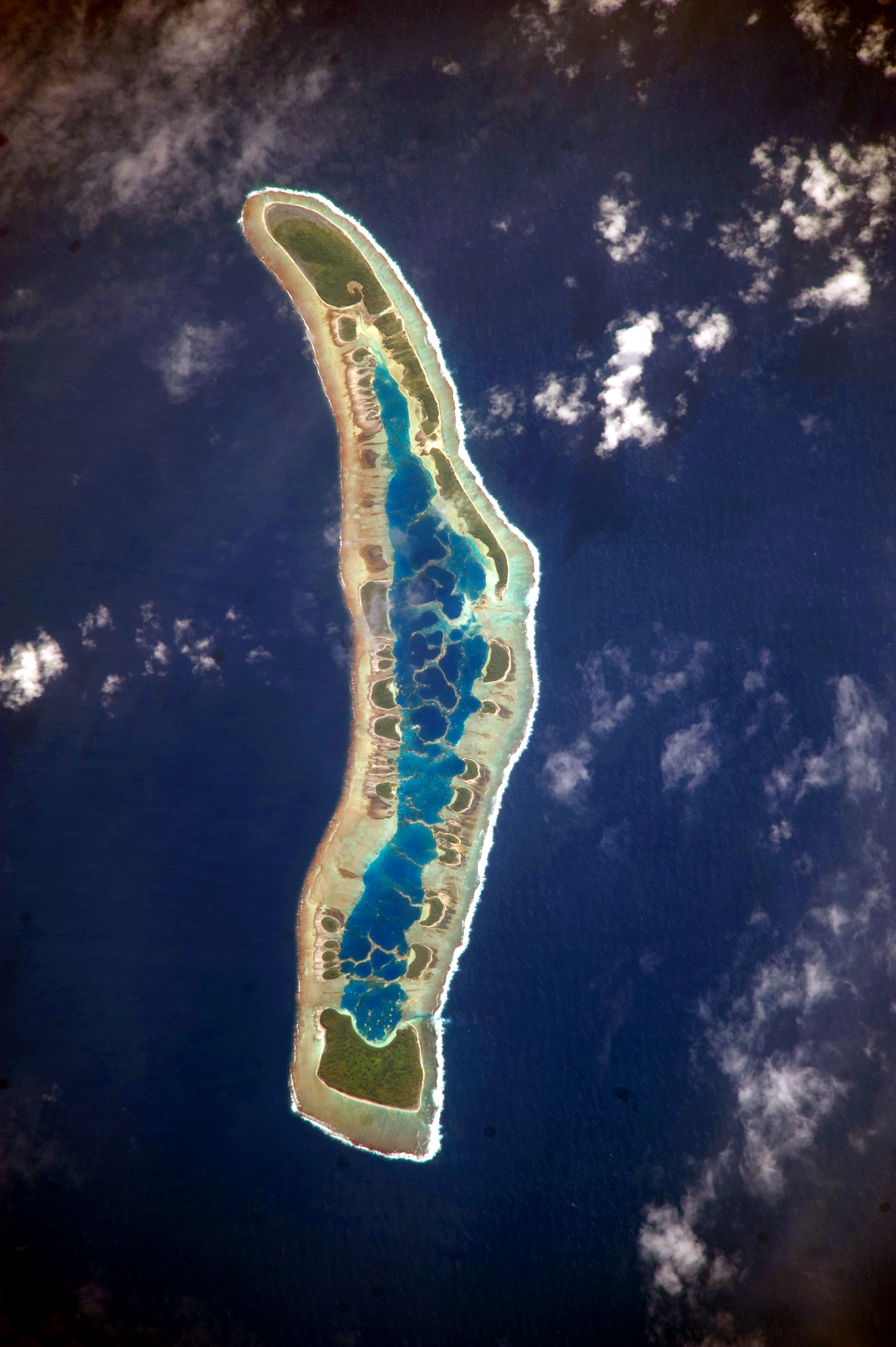
Illa Carolina

L'illa Carolina es troba a 1.500 km al sud-est de les illes Hawaii. Fa 3,76 km² i consta de 39 illots separats envoltats per una llacuna estreta de 8,7 per 1,2 km² amb una superfície de 6,3 km². L'atol en conjunt fa 13 per 2,5 km, o 24 km². Els illots només arriben a 6 metres d'altitud màxima.

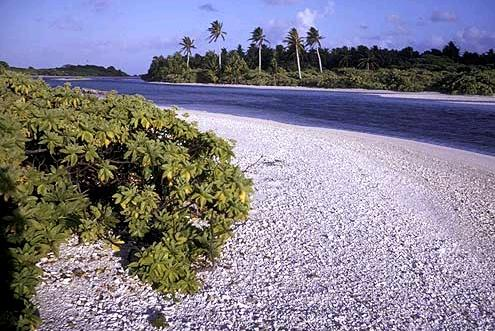
Els illots de l'illa Carolina estan separats per canals.

Tres grans illots formen la part més important de la superfície de l'illa Carolina: Nake Islet d'1,04 km² al nord; Long Islet de 0,76 km² al nord-est i South Islet de 0,7 km².

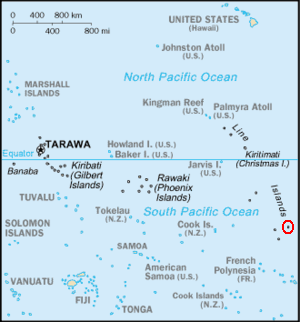
Carolina (encerclada i a la dreta) és l'illa més a l'est de Kiribati.

El clima de Carolina és tropical marítim càlid i humit. Les temperatures mitjanes normalment varien entre els 28 i 32 °C. La pluviometria interanual és variable i de mitjana s'estima que és de 1.500 litres.